# Fašinada
Fašinada je ljudski praznik Hrvatov v Perastu, med katerim nalagajo kamne okoli otoka Gospa od Škrpjela. Dogodek vsako leto poteka 22. junija.
Ime izhaja iz italijanske besede fascinare, kar pomeni 'pritegniti'. 
Zvečer se mladeniči na ladji, okrašeni z zastavami in vejami, odpravijo iz pristanišča pod Perastom na otočke. V prvem čolnu so duhovnik, župan, veslači in pevci. Nato sledi velika barka iz Strp, ki prevaža večjo količino kamenja. Nato se jim pridružijo medsebojno povezani čolni iz okoliških mest. Ob tej priložnosti pojejo tradicionalne ljudske pesmi.
Po obmetavanju otočkov se zaključi s skupno molitvijo, večerjo in petjem. Ker je bil otok umetno ustvarjen, je bilo treba na mesta, kjer so se tla umaknila, vleči kamenje.